# سام بيرين
سام بيرين (بالإنجليزية: Sam Perrin)‏ هو كاتب سيناريو أمريكي، ولد في 15 أغسطس 1901، وتوفي في 8 يناير 1998.

## وصلات خارجية
- سام بيرين على موقع IMDb (الإنجليزية)
- سام بيرين على موقع أول موفي (الإنجليزية)
- سام بيرين على موقع قاعدة بيانات برودواي على الإنترنت (الإنجليزية)
- سام بيرين على موقع قاعدة بيانات الفيلم (الإنجليزية)
- سام بيرين على موقع كينوبويسك (الروسية)